# Église Sainte-Spérie de Saint-Céré
L'église Sainte-Spérie de Saint-Céré est une église catholique située à Saint-Céré, en France.

## Localisation
L'église est située dans le département français du Lot, sur la commune de Saint-Céré.

## Historique

### La légende de sainte Spérie
Spérie, fille du duc Sérénus, seigneur du castrum de Saint-Céré, s'était vouée à Dieu. Vers 760, Spérie a été condamnée par son frère Clarus et eut la tête tranchée par Elidius, un seigneur voisin, qu'elle refusait d'épouser. Elle prit alors sa tête et alla la laver dans une source claire. 
On construisit pour abriter sa tombe une chapelle pour accueillir les pèlerins venus en foule.

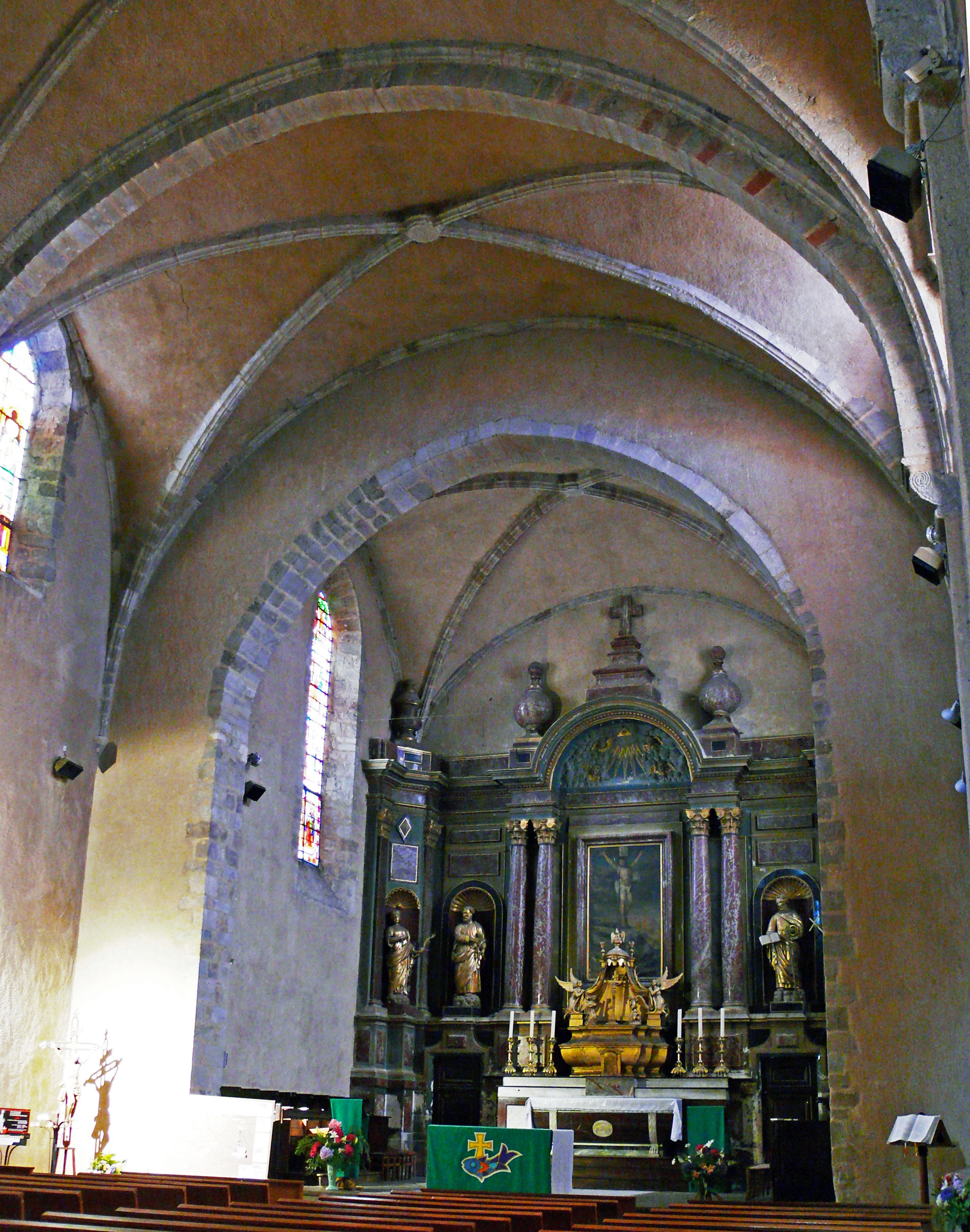
La nef et le retable du maître-autel.

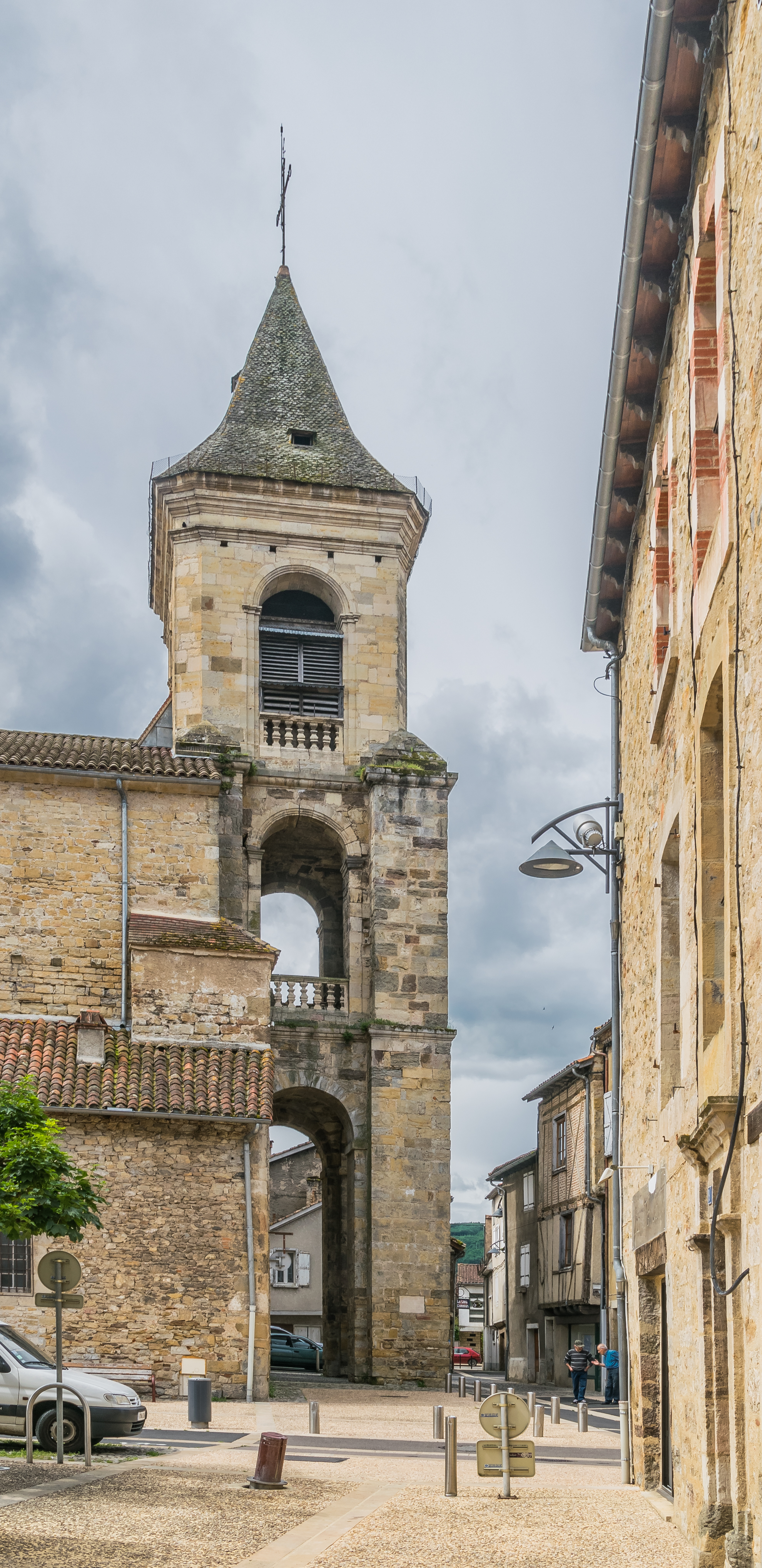
Le clocher de l'église.

### L'église
L'église actuelle est d'origine romane. Elle est construite sur une crypte où se trouve une table d'autel sculptée en méplat pouvant dater du Xe siècle ou XIe siècle de dimensions en plan de 0,88 m x 0,72 m avec une épaisseur de 0,15 m. La dalle représente un personnage attrapant une grappe de vigne attachée à une palmette ornementale. On y peut lire des lettres, probablement les restes du nom du donateur. On accède à cette crypte par une trappe au niveau du sol de l'église et par quelques marches très raides. La crypte était ouverte à la vénération des fidèles le jour de la fête de sainte Spérie, le 12 octobre. La crypte contient une source. D'après l'abbé Jean-Baptiste Paramelle, les reliques de la sainte auraient été prises par les Anglais.
L'église actuelle est le résultat de nombreuses modifications. À part la crypte, il ne reste plus de traces des constructions antérieures au XIIIe siècle. Après la guerre de Cent Ans, à la fin du XVe siècle, des remaniements sont faits. En 1584, après la prise de la ville par les huguenots, l'église est incendiée et doit être restaurée.
Dans la chapelle dédiée à la Vierge a été inhumé le 28 décembre 1646 le poète François Maynard, membre de l'Académie française.
Au XVIIIe siècle on construisit une vaste tribune couvrant la première travée de la nef. Le clocher-porche a été édifié entre 1756 et 1760 avec les pierres provenant de la démolition des anciens remparts.
L'église et sa crypte sont inscrits au titre des monuments historiques le 23 avril 1979.
Plusieurs objets sont référencés dans la base Palissy.

## Mobilier
La première chapelle, au nord, possède un décor Renaissance et abrite l'enfeu et le gisant mutilé du recteur de Loubressac, Antoine Lafargue. 
Dans le chœur, un imposant retable polychrome, achevé en 1714, fait de différents marbres, de pierres en calcaire et de bois doré, est orné des statues de saint Pierre, saint Paul, sainte Spérie et sainte Fleur. 
Le tableau de l'Adoration des mages est exécuté en 1860 par Henriette Haillot.
Le tableau représentant la conversion de saint Paul est une œuvre du peintre d'histoire parisien Pierre-Félix Cottrau (1799-1852), daté de 1843.

## Vitraux
Les vitraux racontent la légende de sainte Spérie sont du début du XXe siècle. Ils sont l'œuvre de l'atelier toulousain de Louis-Victor Gesta.